# Julie rosa di bosco (singolo)
Julie rosa di bosco è un singolo del gruppo Rocking Horse, pubblicato nel 2018.

## Descrizione
Julie rosa di bosco è un brano musicale scritto e arrangiato da Douglas Meakin, e Arnaldo Capocchia come sigla del cartone animato omonimo.
Il lato B contiene una versione strumentale del brano, scritta e arrangiata da Douglas Meakin,  e Arnaldo Capocchia.